# Édition indépendante
 (janvier 2014).
 (17 juin 2020).
La qualification « édition indépendante » désigne les maisons d'édition, souvent de petite taille, mais pas toujours, qui n'appartiennent pas aux groupes d'édition qui forment ce que certains spécialistes ont appelé « l'oligopole en réseau de l'édition et des médias ».

## Définitions

### Définition pragmatique
Cette première définition, minimale, insiste sur l'absence de liens juridiques ou financiers entre les maisons indépendantes et les majors (ou grands groupes) de l'édition. Toutefois, cette expression tend à qualifier la nature même de l'activité éditoriale de ces maisons. Un éditeur indépendant se doit d'avoir pour principe, pour reprendre les termes d'Isabelle Kalinowski et Béatrice Vincent, de « ne pas publier un livre au seul motif de sa rentabilité, un auteur sur le seul critère de sa notoriété, ne pas traiter un sujet en vertu de sa seule actualité ».
Si l'indépendance juridique et financière apparaissent donc comme deux conditions de l'indépendance éditoriale, elles ne sauraient suffire à exprimer le concept d'« édition indépendante ». Dès lors, il serait préférable de faire la distinction entre autonomie et indépendance, si l'on considère que la politique éditoriale des maisons indépendantes est définie sans prendre en compte des impératifs commerciaux du type de ceux qui commandent celle des majors. Les maisons d'édition à but lucratif peuvent être considérées comme indépendantes pour autant que leur activité commerciale soit subordonnée à leur politique éditoriale.
Cette définition, avancée par les éditeurs indépendants, n'est pas sans poser de problème quant aux critères de l'indépendance matérielle, économique et financière ou de l'autonomie éditoriale. Frédérice Joly affirme ainsi que la question de l'indépendance est souvent mal posée : « on dépend toujours de quelqu'un, de son banquier, de son diffuseur ou des libraires[réf. nécessaire] ». On peut s'interroger sur la possibilité de l'existence concrète d'éditeurs autonomes mais aussi sur l'impossibilité de conduire une politique d'édition répondant aux critères exposés au sein même d'une grande maison d'édition.
D'autre part, de nombreuses maisons d'édition prétendent au titre d'éditeur indépendant sans pour autant former un ensemble homogène. Cette définition étant relative, s'agit-il en premier lieu d'une forme d'autovalorisation ? Toutefois cette dernière est plutôt acceptée dans le discours commun, et la dimension polémique de la revendication d'indépendance de certains éditeurs ouvre un débat sur les conditions et la valeur de la production des éditeurs les plus importants.

### Les indépendants face aux majors
Les éditeurs indépendants se définissent souvent en négatif, par contraste avec les majors de l'édition. André Schiffrin, dans L'Édition sans éditeur, et Greg et Janine Brémond, décrivent ainsi le processus de constitution en France d'un oligopole de l'édition, comprenant quatre ou cinq groupes, eux-mêmes composés, à travers de nombreuses acquisitions, d'une multitude de maisons d'édition subordonnées à la maison mère, et dont la multiplicité masque le mouvement de concentration à l'œuvre. Selon André Schiffrin, ce processus est déjà fort avancé, sinon abouti, aux États-Unis depuis le milieu des années 1980, et pourrait être en cours d'achèvement en France et en Europe.
D'après ces auteurs, qui s'appuient à la fois sur l'étude de plusieurs cas exemplaires et leur expérience personnelle, la constitution de cet oligopole entraîne dans les maisons concernées l'imposition massive, au détriment de la qualité éditoriale, d'une logique de recherche du profit à court terme qui se traduit par l'importance prise dans ces sociétés par les contrôleurs de gestion. Par ailleurs, les majors, en raison de la baisse moyenne des ventes par titre, seraient engagées dans une politique de multiplication des publications, cette multiplication visant à compenser, précisément, la baisse des profits tirés en moyenne de chaque livre publié ; le marché du livre serait en conséquence saturé par un nombre astronomique de nouveaux titres d'une qualité amoindrie sinon médiocre.
Les éditeurs indépendants se posent souvent, face à l'oligopole de l'édition ainsi décrit, en « résistants » attachés à maintenir une politique de la qualité éditoriale contre la logique strictement mercantiliste des majors. On peut apporter quelques nuances au tableau ainsi dressé comme le fait qu'indépendance n'est pas forcement synonyme de qualité, ou celui qu'il subsiste toujours aux États-Unis de la production éditoriale de qualité, même parfois au sein des majors.
L'éditeur Jérôme Vidal s'inquiète de son côté de ce que cette focalisation de l'analyse sur les processus de concentration en cours occulte pour une part d'autres dimensions de la situation délicate de l'édition indépendante. Il est certes difficile de saisir dans quelle mesure, par exemple, la baisse des ventes moyennes d'ouvrages de sciences sociales est liée aux transformations de l'atmosphère culturelle et politique intervenues en France. Reste qu'il serait assurément abusif de rapporter exclusivement ce genre de phénomène aux processus de concentration constatés. Vidal insiste de son côté sur les conséquences des pratiques de lecture et de l'usage des manuels à l'école sur les pratiques de lecture et le rapport aux savoirs dans l'ensemble de la société. Il n'hésite pas à ce propos à parler de « production en masse de non-lecteurs ».

### Propositions de réforme du secteur de l'édition
Depuis plusieurs années[Quand ?], certains[Qui ?] éditeurs indépendants préconisent la mise en œuvre de mesures visant à assurer le maintien et le développement de leur activité, jugée essentielle à l'existence d'une culture publique critique elle-même nécessaire au débat démocratique. Parmi les propositions qui reviennent le plus souvent, citons[réf. nécessaire] :
- un renforcement de la limitation par la loi de la concentration dans l'édition (édition, diffusion, distribution, librairie) et les médias ;
- la création d'un statut de maison d'édition à but non lucratif ou à bénéfices limités
- une réorientation de l'aide publique en faveur des éditions indépendantes, au détriment des majors qui bénéficient déjà d'un avantage concurrentiel considérable ;
- le financement d'un fonds d'aide aux éditeurs, libraires et médias indépendants par la soumission des ouvrages tombés dans le domaine public à un « droit d'auteur » de 1 à 3 % ;
- un allègement des charges fiscales des librairies indépendantes ;
- l'instauration d'un Observatoire du livre indépendant afin de permettre les échanges d'informations entre les indépendants ;
- la création par La Poste d'un tarif spécifique réduit national pour l'envoi des livres par courrier[6]. Cette dernière demande avait été autrefois entendue pour les envois internationaux, par le biais de la création d'un tarif (« livres et brochures »). Pour les envois en France et uniquement à destination des autres professionnels du livre, un tarif dédié existerait théoriquement, à condition de placer les livres dans un « sac » spécifique censé être fourni par la poste. Malheureusement, aucune information à ce sujet n'est disponible sur le site de La Poste et la méthode semble caduque. C'est pourquoi 617 éditeurs indépendants se sont associés à la démarche d'une demande de création d'un tarif postal national et alertent régulièrement les pouvoirs publics sur l'urgence de l'instauration d'un tarif spécifique au livre[7]. Les Éditions le Héron d'Argent sont actuellement à l'origine de la pétition[8] la plus massive sur le sujet.

## L'édition indépendante depuis les années 1990

### Développement
Au cours des années 1990, alors que la concentration du secteur de l'édition s'accélérait dans le monde, paradoxalement de nombreux éditeurs indépendants voyaient le jour dans des pays francophones : en France en Belgique et au Québec. Ces maisons d'édition, indépendantes financièrement et juridiquement, sont parvenues à s'inscrire dans la durée et à acquérir visibilité et légitimité. Ce sont elles qui ont peu à peu affirmé le concept économique et politique de l'« édition indépendante ».
Parmi elles, on trouve de nombreux éditeurs de sciences humaines et de critique sociale comme les éditions Amsterdam, Le Temps des cerises, Apopsix, La Fabrique, les éditions Non Lieu, Liber-Raisons d'agir, les éditions Arkhê, les éditions du Sextant, Agone, La Dispute, Lux Éditeur, Le Petit Pavé, Les Prairies ordinaires, Entremonde, les éditions du Croquant, Kargo, les éditions Premiers Matins de Novembre, les éditions de la Dernière lettre, les éditions de l'Éclat, Syllepse, les éditions Aden, Le Passager clandestin, Libertalia, les éditions Laborintus, Parangon, Eres, L'Échappée, Yvelinédition, Les Petits matins, Les Éditions de La Mêsonetta, les Éditions Chromatika, etc.
Ces éditeurs, souvent avec l'appui de librairies indépendantes et d'associations liées au livre, ont engagé une réflexion collective sur l'avenir de l'édition indépendante à travers des ouvrages collectifs (Livre blanc pour l'édition indépendante), des actions communes (interpellation du ministre de la Culture, pétition pour un tarif postal du livre, lettre aux candidats à la présidence de la République, lettre aux groupes parlementaires de l'assemblée nationale et du Sénat, etc.), des débats (au Salon du livre de Paris et au Marché de la poésie sur « La diffusion et la distribution des éditeurs », « Les tarifs postaux du livre et de la revue », « L'édition indépendante en péril ? », « Poésie vivante, édition indépendante, même combat ? », au Festival du livre et de la presse d'écologie sur les pratiques liées à la fabrication des livres qui permettent de réduire les impacts sociaux et environnementaux de la profession), des rencontres (stands collectifs sur les salons, états généraux de l'édition indépendante, etc.).
L'édition numérique facilite le démarrage de petites maisons d'édition indépendantes. En distribuant leurs premières publications exclusivement sous un format numérique (sous différentes licences telles que Creative Commons), ces maisons peuvent s'assurer une renommée. Celle-ci leur assure ensuite, grâce à des dons ou des souscriptions, les moyens de développer une production papier. Certaines maisons d'édition associatives procèdent de la sorte et n'éditent que des livres électroniques, comme c'est le cas de Walrus.

### Manifestations et réunions d'éditeurs indépendants
Ces éditeurs indépendants qui revendiquent et théorisent leur indépendance ont également cherché à structurer leurs actions. D'où la création d'associations, de plateformes, de réseaux de diffusion et de distributeurs dédiés aux acteurs indépendants du livre. Les associations comme l'autre LIVRE, présidé par le poète Francis Combes, La Fontaine O Livres, la plateforme Lekti-ecriture et les réseaux de diffusion (Atheles et Co-errances) en font ou en faisaient partie.
Parallèlement à l'émergence d'éditeurs indépendants, de nombreuses manifestations indépendantes liées au livre ont vu le jour dans les années 1990 et 2000. À l'initiative parfois d'éditeurs indépendants ou de librairies indépendantes, ces manifestations entendent être des lieux privilégiés pour donner de la visibilité aux éditeurs indépendants. Parmi ces manifestations, de plus en plus nombreuses en France, citons pour exemples :
- le salon l'autre LIVRE, organisé chaque année à Paris depuis 2003 ;
- le Festival du livre et de la presse d'écologie, organisé chaque année à Paris depuis 2003 ;
- les rencontres du livre de sciences humaines, organisées chaque année à Paris depuis 2006 ;
- le petit salon du livre politique, organisé chaque année à Paris depuis 2009 ;
- la librairie FMR, deux fois par an depuis 2004, qui réunit des éditeurs auto-diffusés.
- le prix Hors Concours, et le prix Hors Concours des lycéens, prix littéraires exclusivement dédiés aux éditeurs indépendants.
- les deuxièmes Assises nationales de l'édition indépendante ont eu lieu à Bordeaux, en février 2025[13].

### Éditeurs indépendants face à plusieurs défis
Mais la question de l'indépendance (financière, juridique et intellectuelle) des acteurs de la culture et notamment des éditeurs ne se pose pas qu'en France. Elle se pose de façon beaucoup violente encore dans les pays dominés économiquement (sud, est) et culturellement (désavantage des langues rares).
Gilles Colleu décrit dans son livre Éditeurs indépendants : de l'âge de raison à l'offensive la situation de l'édition indépendante dans les pays du Sud (notamment en Afrique francophone), les effets qu'il juge dévastateurs sur l'économie du livre de ces pays des pratiques des majors du Nord (notamment françaises), et les liens noués entre les éditeurs indépendants du Sud et du Nord à travers des associations comme l'Alliance des éditeurs indépendants.
Depuis des décennies, les éditeurs indépendants font face à des défis importants. L’une de ces premières complications est la montée du numérique, mais les maisons d’éditions indépendantes doivent également parfois se confronter à des crises inédites. En 2020, le secteur éditorial doit se confronter à la pandémie de Covid-19 et aux confinements qui en résultent. Les conséquences sont diverses pour les éditeurs indépendants : réduction de la vente des livres, absence de livres vedettes, de nombreuses pertes importantes à la suite de la fermeture des librairies, impossibilité de vendre les titres à paraître… Les éditeurs indépendants se retrouvent menacés à cette période car ils ne perçoivent plus de revenus. Face à la crise sanitaire, un plan d'urgence est alors mis en place le 3 avril 2020 par le Centre National du Livre ( CNL) afin d'offrir une aide aux maisons d'éditions indépendantes les plus fragiles.